# Jakub Adamczyk (wicewojewoda)
Jakub Adamczyk (ur. 1939, zm. 26 grudnia 2021) – polski działacz państwowy i nauczyciel, w latach 1985–1990 wicewojewoda jeleniogórski.

## Życiorys
Pochodził z okolic Zduńskiej Woli, w młodości działał w harcerstwie. Ukończył studia w Wyższej Szkole Pedagogicznej w Katowicach. W 1960 podjął pracę jako nauczyciel fizyki i zajęć praktyczno-technicznych w Szkole Podstawowej nr 2 w Jeleniej Górze. Później przeszedł do Urzędu Miasta i Powiatu w tym mieście, gdzie odpowiadał za kształcenie ogólne i techniczne. W 1975 został starszym wizytatorem w jeleniogórskim kuratorium oświaty, następnie awansował na zastępcę kuratora. W latach 1985–1990 pełnił funkcję wicewojewody jeleniogórskiego (nie należał do żadnej partii politycznej). Przewodniczył komitetowi organizującemu International Six Days Enduro 1987.
Był żonaty z Niną. 8 stycznia 2022 pochowany na cmentarzu w Zduńskiej Woli-Karsznicach.